# Maria Anspach

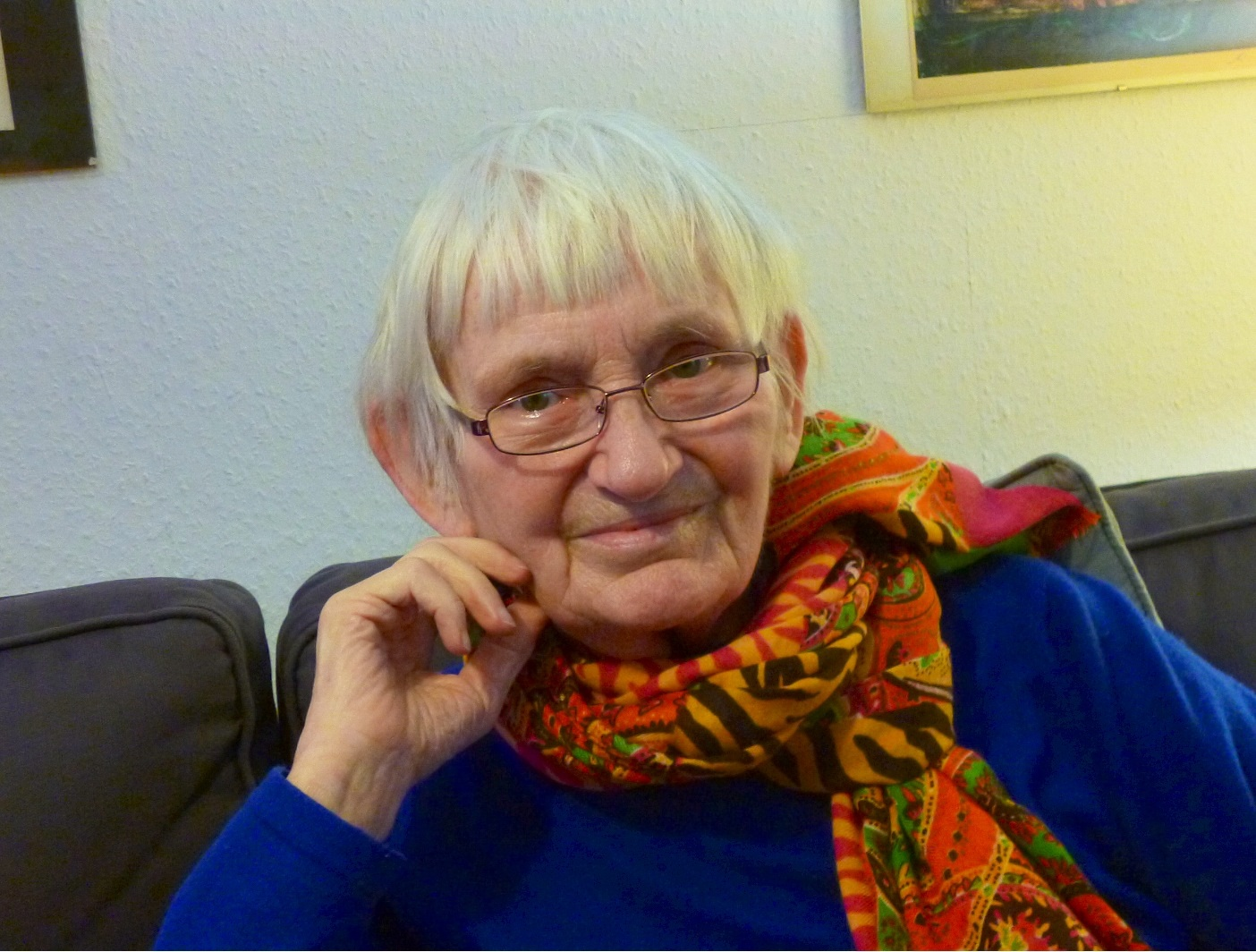
Maria Anspach im Jahr 2013

Maria Anspach (* 22. April 1933 in Berlin; † 3. Februar 2021 in Siegen) war eine westfälische Heimatschriftstellerin, Kabarettistin und Journalistin.

## Leben
Nach ihrer Ausbildung zur Buchhändlerin arbeitete Maria Anspach seit 1958 als freie Journalistin in Siegen. Im Jahre 1980 arbeitete sie als Redakteurin bei der Westfälischen Rundschau; daneben arbeitete sie in der Redaktion des „Siegerländer Monatsspiegels“ und ehrenamtlich für das Seniorenmagazin „durchblick“. Sie hielt verschiedene Lesungen in Siegen, Düsseldorf und Frankfurt. Darüber hinaus wurde Maria Anspach durch Auftritte beim WDR Köln („Sechs Autoren aus NRW“) sowie beim Deutschlandfunk („Gespensterkalender“) bekannt.

## Werke
- Anthologien: Stierstädter Gesangbuch
- Exempla / Thüringer Literaturzeitschrift, 1982
- Meine Stadt, Literatur in und um S.
- Festschrift: 50 Jahre Landgericht Siegen
- Gefängnisse in Siegen vom frühen Mittelalter bis heute, 1983
- Avantgarde in Siegen: die Galerie Nohl 1957-1968; eine Ausstellung des Kunstvereins Siegen, 1994
- Chronik der Familie Koch, Eine Siegener Bürgergeschichte.
- Mummenschanz, Lieder und Gedichte. Verlag im Hainchen, Siegen 2003

## Sonstiges
Gemeinsam mit der früheren Siegener Bürgermeisterin Hilde Fiedler bildete Maria Anspach ab 1981 das Kabarett-Duo „Spitze Feder,spitze Zunge“ (Zeitkritisches, Politisches, Skurriles und schwarzer Humor, Gedichte, Chansons, Songs, Couplets) sowie gemeinsam mit Hilde Fiedler und Emmi Blume-Härter ab 1987 das „Kabarett Hexenbesen“ (Dialoge, Sketche, Chansontexte und Literarisches Kabarett).

## Auszeichnungen
- Vo:pa, Literaturpreis der Volksbank Siegerland 2002